# Claude Darbellay
Pour les articles homonymes, voir Darbellay.
Claude Darbellay, né le 6 janvier 1953 au Sentier, est un écrivain suisse.

## Biographie
Dès l'âge de dix-huit ans, il travaille comme manœuvre sur les chantiers, poseur de faux plafonds, monteur de parois mobiles afin de subvenir à ses besoins. Il fait des études de lettres à l'Université de Neuchâtel avant de partir à la découverte d'autres milieux, d'autres mentalités : il voyage en Italie, dans l'East End londonien, à Grenade où il étudie l'espagnol. De retour en Suisse, il s'installe à La Chaux-de-Fonds et y enseigne le français et l'anglais à l'école supérieure de commerce. 
Son œuvre a été distinguée par divers prix, Le Grand Prix poètes d'aujourd'hui 1984, le Prix Bachelin 1994, le Prix Louis-Guillaume 1995, le Prix Alpes-Jura 1996, et le Prix Michel Dentan 1999 pour Les prétendants.

## Distinctions
- 1982 : Lauréat du concours international de poésie organisé par l'Institut Académique de Paris
- 1984 : Grand prix des Poètes d'Aujourd'hui de l'association Peintres Et Poètes d'Aujourd'hui (France)
- 1994 : Prix Bachelin pour l'ensemble de l'œuvre
- 1995 : Prix Louis-Guillaume (France) pour L'horizon n'a qu'un côté, meilleur livre de poèmes en prose de l'année
- 1996 : Prix "Alpes-Jura" décerné par l'Association des Écrivains de Langue Française et la Ville de paris pour Le ciel est plié
- 1999 : Prix Michel-Dentan pour Les Prétendants
- 2001 : Grand Prix Européen de Poésie par l'Académie Orient-Occident, Roumanie

### Sources
- « Claude Darbellay », sur la base de données des personnalités vaudoises sur la plateforme « Patrinum » de la Bibliothèque cantonale et universitaire de Lausanne.
- Roger Francillon, Histoire de la littérature en Suisse romande, vol. 4, p. 195-197, 439
- Henri-Charles Dahlem, Sur les pas d'un lecteur heureux guide littéraire de la Suisse, p. 149
- Vittorio Frigerio, Corine Renevey, Dans le palais des glaces de la littérature romande, p. 157
- 24 Heures, 1999/01/19